# Klaus Mertes

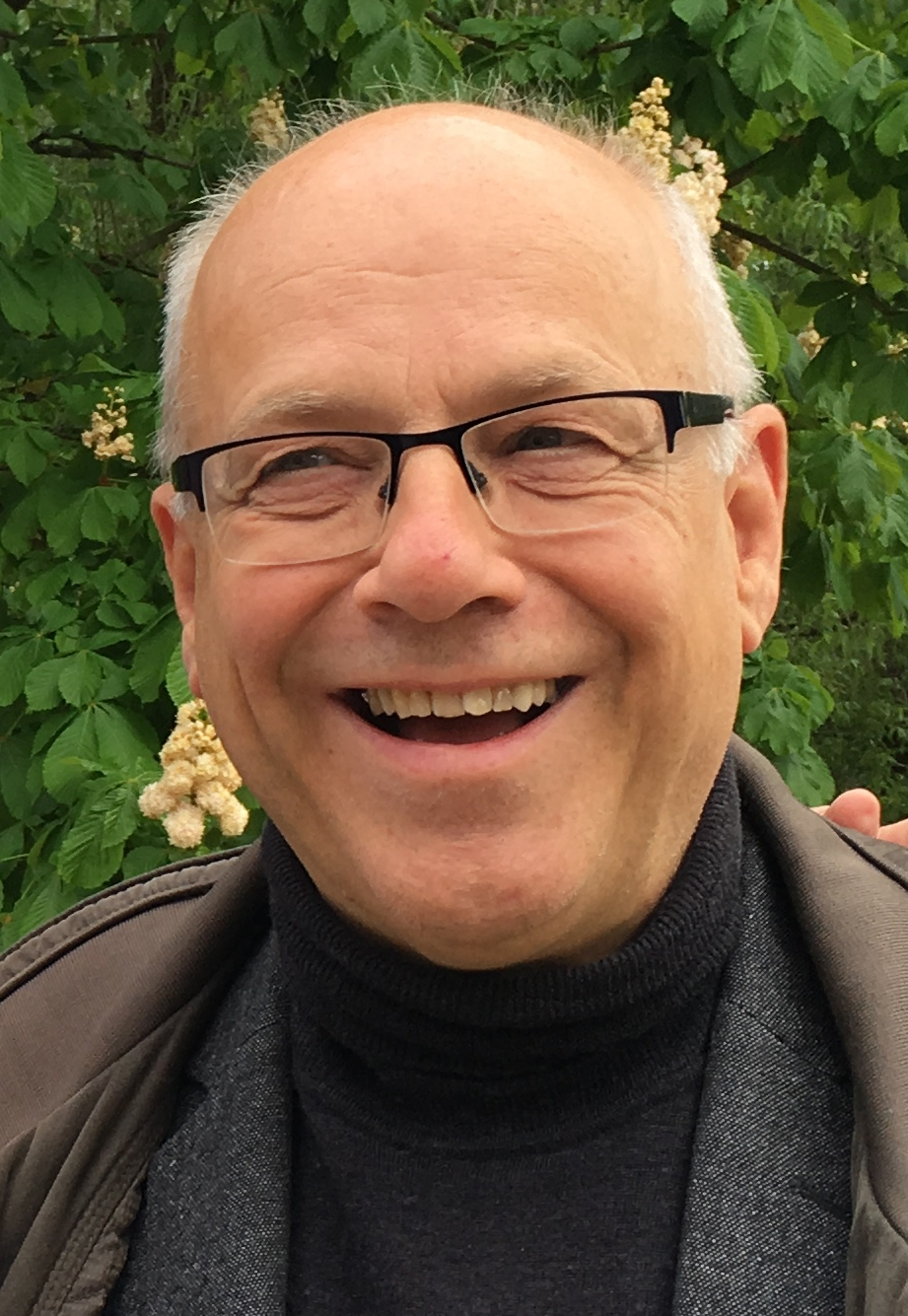
Klaus Mertes (2019)

Klaus Mertes SJ (* 18. August 1954 in Bonn) ist ein deutscher Jesuit, Gymnasiallehrer, Autor und Chefredakteur. Von 2000 bis 2011 war er Rektor des Jesuitengymnasiums Canisius-Kolleg Berlin und von 2011 bis 2020 Direktor des Kollegs St. Blasien. Seit 2021 ist er Superior des Ignatiushauses in Berlin.

## Leben
Klaus Mertes wurde 1954 als das zweite von insgesamt fünf Kindern des Ehepaares Hiltrud Mertes geb. Becker und Alois Mertes in Bonn geboren. Als Sohn einer Diplomatenfamilie verbrachte er die ersten elf Lebensjahre im Ausland (Marseille, Paris, Moskau). Von 1966 bis 1973 besuchte er das Aloisiuskolleg in Bonn-Bad Godesberg und engagierte sich dort im ND (Bund Neudeutschland – Katholische Studierende Jugend). Von 1973 bis 1975 absolvierte er seinen Wehrdienst beim Stabsmusikkorps der Bundeswehr in Siegburg. Zwischen 1975 und 1977 studierte er Slawistik und Klassische Philologie an der Rheinischen Friedrich-Wilhelms-Universität Bonn. Er wurde Mitglied des Katholischen Studentenvereins Flamberg Bonn im KV.
1977, mit 23 Jahren, trat Mertes in den Jesuitenorden in Münster ein. Nach dem Noviziat studierte er Philosophie an der Hochschule für Philosophie in München sowie Katholische Theologie an der Philosophisch-Theologischen Hochschule Sankt Georgen in Frankfurt am Main. 1986 empfing er die Priesterweihe und setzte anschließend seine altphilologischen Studien an der Johann Wolfgang Goethe-Universität Frankfurt am Main fort.
Nach einem Referendariat in Frankfurt am Main war er seit 1990 im Schuldienst tätig, zunächst an der Sankt-Ansgar-Schule in Hamburg. 1994 wurde er nach einem Auslandsjahr (Tertiat) in Nordirland Lehrer am katholischen Gymnasium Canisius-Kolleg Berlin. Von 2000 bis Mai 2011 war er dessen Rektor. Daneben unterrichtete er weiterhin Latein und Religion. Seit 2008 war er als Rektor des Canisius-Kollegs qua Amt zugleich Rektor der Kirche Maria Regina Martyrum, der Gedenkkirche der Katholiken in Deutschland für die Opfer des Nationalsozialismus.
Zum 1. September 2011 wurde Mertes Kollegsdirektor des Kolleg St. Blasien im Schwarzwald. Sein Nachfolger am Canisius-Kolleg war Pater Tobias Zimmermann SJ. Mit Ende des Schuljahres 2019/2020 verließ Pater Mertes St. Blasien. Sein Nachfolger am Kolleg St. Blasien ist Hans-Martin Rieder.
Seit dem 1. Januar 2021 ist Klaus Mertes der Superior des Ignatiushauses in Berlin.

## Wirken

### Schriftstellerisches Engagement
Mertes ist Autor mehrerer Bücher und schreibt in unregelmäßigen Abständen Kolumnen in diversen Zeitungen und Zeitschriften, unter anderem – von 2003 bis 2010 – im Tagesspiegel. Von 2007 bis 2017 war er Chefredakteur der Informationsschrift Jesuiten, einer quartalsweise erscheinenden Publikation der deutschsprachigen Jesuiten. In seinem Buch Verantwortung lernen. Schule im Geist der Exerzitien (2004) arbeitet er als Ziel „ignatianischer Pädagogik“ heraus, dass die Schülerinnen und Schüler sich „durch freies und reifes Urteil in ein eigenes Verhältnis zum Gelernten … setzen“. Im Juli 2009 veröffentlichte Mertes das Buch Widerspruch aus Loyalität, in dem er die Frage untersucht, wie sich die Loyalität zu einer Gruppe verhält zu einer Kritik derselben Gruppe. Seit 1. Januar 2018 ist er Mitglied der Redaktion der vom Jesuitenorden herausgegebenen Kulturzeitschrift Stimmen der Zeit.

### Öffentliches Engagement
Mertes ist häufig Gast in Diskussionsrunden. Ehrenamtlich engagierte er sich während seiner Zeit am Canisius-Kolleg in Fragen der Ausländerpolitik, besonders in Bezug auf Abschiebung. Von 2003 bis 2007 vertrat er die Berliner Erzdiözese in der Härtefallkommission des Senates. 2001 gehörte er zu den Mitbegründern des Interreligiösen Gebetes Berlin auf dem Gendarmenmarkt. Von 2003 bis 2011 war er geistlicher Berater des Bundes Katholischer Unternehmer in Berlin. Seit 2010 ist er Mitglied im Kuratorium der Stiftung 20. Juli 1944, seit 2016 geistlicher Beirat der Katholischen Elternschaft Deutschlands (KED).

### Aufdeckung von Missbrauchsfällen
Anfang 2010 löste Mertes eine Welle von Aufdeckungen sexuellen und physischen Missbrauchs junger Menschen an kirchlichen – und später auch an nichtkirchlichen – Bildungseinrichtungen in Deutschland aus.
Nachdem mehrere Altschüler des Canisius-Kollegs Berlin sich ihm vertraulich als Missbrauchsopfer offenbart hatten, richtete er am 19. Januar 2010 an die rund 600 Angehörigen der betroffenen Jahrgänge aus den 1970er und 1980er Jahren einen Brief, der mit den Worten endete: „Seitens des Kollegs möchte ich (…) dazu beitragen, dass das Schweigen gebrochen wird (…). In tiefer Erschütterung und Scham wiederhole ich zugleich meine Entschuldigung gegenüber allen Opfern von Missbräuchen durch Jesuiten am Canisius-Kolleg.“
Dieser Brief und erste Missbrauchsfälle wurden am 28. Januar 2010 über die Berliner Medien öffentlich bekannt. Durch die Berichterstattung ermutigt, meldeten sich bald weitere Opfer in der ganzen Bundesrepublik – nicht nur aus Jesuitengymnasien wie dem Canisiuskolleg, sondern auch aus anderen Schulen. Die für das Thema sensibilisierten Medien griffen nunmehr Fälle wieder auf, über die sie schon vor Jahren folgenlos berichtet hatten. Dazu gehören beispielsweise die Missbrauchsfälle an der Odenwaldschule, auf die 1999 bereits die Frankfurter Rundschau mit dem Artikel Der Lack ist ab aufmerksam machen wollte. Damals wurde die Problematik von den anderen Medien und der Gesellschaft nicht aufgegriffen, sondern totgeschwiegen, sodass es über 11 Jahre dauerte, bis Deutschland diesen lange zurückliegenden Fällen Aufmerksamkeit schenkte und damit den betroffenen Opfern überhaupt einmal eine Chance und Grundlage zur Verarbeitung der menschenunwürdigen Erlebnisse bot.
Vorgeschichte und Motive seiner Entscheidung, dem Schweigen über sexuellen und physischen Missbrauch ein Ende zu setzen und den Opfern Gehör zu verschaffen, erläuterte Mertes in mehreren Interviews, unter anderem in der Würzburger Tagespost, in der Frankfurter Allgemeinen Sonntagszeitung, im Berliner Tagesspiegel und in der taz.
Auf die Frage, ob sein Vorgehen nicht gegen die Unschuldsvermutung zugunsten der Beschuldigten verstoße, antwortete er, man müsse erst einmal die Missbrauchsopfer ermutigen, überhaupt zu sprechen: „Die Opfer brauchen ein Grundvertrauen, mit dem wir ihnen entgegenkommen, nicht umgekehrt.“ Man könne nämlich nicht ohne weiteres voraussetzen, dass die Missbrauchsopfer einer Institution vertrauen, „von deren Repräsentanten sie ja gerade auf schlimmste Weise verletzt worden sind. Sexueller Missbrauch ist ja immer auch Vertrauensmissbrauch.“
Die vom Jesuitenorden 2007 als externe Sachverständige mit der Untersuchung von Missbrauchsfällen beauftragte Anwältin Ursula Raue stellte Ende Mai 2010 in ihrem Abschlussbericht 205 Meldungen über Missbrauchsfälle an Einrichtungen des Jesuitenordens fest. Diese betrafen vor allem das Canisius-Kolleg, aber auch das Kolleg St. Blasien, das Aloisiuskolleg in Bonn, die St. Ansgar-Schule in Hamburg sowie Jugendeinrichtungen in Göttingen und Hannover und ein heute nicht mehr von den Jesuiten geleitetes Kolleg in Büren. Zusätzlich zu den 205 Meldungen erhielt Raue 50 Meldungen von Opfern an anderen Einrichtungen. Insgesamt wurden 12 Patres, von denen 6 bereits verstorben waren, und 2 weltliche Mitarbeiter von mehr als einem Opfer benannt. 32 weitere Patres, weltliche Lehrer oder Erzieher wurden von nur einem Opfer genannt.
In einer Pressekonferenz am 30. März 2010 dankte der Trierer Bischof Stephan Ackermann, Beauftragter der Deutschen Bischofskonferenz für Fragen sexuellen Missbrauchs Minderjähriger im kirchlichen Bereich, Mertes dafür, dass er mit seinem Vorgehen „eine Tür geöffnet und eine bisher vorherrschende Sprachlosigkeit überwunden“ habe. Während die SPD ihm für sein Engagement den Gustav-Heinemann-Bürgerpreis verlieh, sind vergleichbare kirchliche Ehrungen bislang ausgeblieben. Stattdessen erfährt Mertes seitens offizieller kirchlicher Stellen zuweilen eine indirekte Missbilligung; so musste z. B. ein örtlicher Pfarrer ihn von einer Veranstaltung wieder ausladen, nachdem die Bistumsleitung gegen seine Teilnahme interveniert hatte.
Im Zusammenhang mit der Aufdeckung der Missbrauchsfälle wurde Mertes in verschiedenen Medien als Whistleblower bezeichnet.

### Analyse der spezifisch kirchlichen Ursachen des Missbrauchs
In verschiedenen Publikationen, vor allem seinem Buch Verlorenes Vertrauen. Katholisch sein in der Krise (2013), untersuchte Mertes die spezifisch kirchlichen Hintergründe der von Priestern verübten sexualisierten Gewalt.
Die Überhöhung des Weiheamtes erzeuge eine sakrale Aura, die priesterlichen Tätern bislang ein hohes Maß an Immunität gegen Missbrauchsvorwürfe von Laien verschafft habe. Vor diesem Hintergrund kommentierte Mertes 2018 die Klage von Papst Benedikt XVI. am Ende des Priesterjahres 2009/2010, der Teufel habe der Kirche durch den Missbrauchsskandal Schmutz ins Gesicht geworfen, mit der Bemerkung: Wenn überhaupt, dann habe ja wohl die Kirche Jesus Schmutz ins Gesicht geworfen.
Das „monarchische Leitungsideal“ der Römisch-Katholischen Kirche lasse Gewaltenteilung oder gar externe Untersuchungen von missbräuchlicher Machtausübung nicht zu: „Institutionen können gerade Machtmissbrauch nicht selbst aufklären, sondern bedürfen dazu der Hilfe von außen. Ihr strukturell bedingter Hochmut meint aber, es selbst zu können und können zu sollen.“ Eine weitere Ursache für die systemische Intransparenz im Leitungsbereich der katholischen Kirche ist nach Ansicht von Mertes die Hermetik elitär-klerikaler Männerbünde.
Eine auf falschen Vorstellungen von der „Natur“ des Menschen beruhende Homophobie versperre den Blick dafür, dass der eigentlich Unrechtsgehalt der von Priestern verübten sexuellen Gewalt im Missbrauch von Macht liegt. Fälschlich werde Homosexualität als Ursache dieser Gewalt identifiziert, obwohl bekannt sei, dass heterosexuelle Männer weltweit die Mehrheit der Missbrauchstäter bilden. Da Priesteramtskandidaten ihre Homosexualität verschweigen und verdrängen müssten, um einer „disziplinarischen Selbstgefährdung“ zu entgehen, könnten sie „kein reifes Verhältnis zu ihrer Sexualität“ entwickeln. Sexuelle Reife lasse „sich aber – auch und gerade im zölibatären Leben – nur dann erreichen, wenn man in der ersten Person Singular über die eigene Sexualität … sprechen kann.“

### Offener Brief an Kardinal Marx
Mit acht weiteren Persönlichkeiten – Theologen und bekannten Katholiken – richtete er einen Offenen Brief an Kardinal Reinhard Marx, der am 3. Februar 2019 in der Frankfurter Allgemeinen Sonntagszeitung veröffentlicht wurde. Die Unterzeichner forderten einen „Neustart mit der Sexualmoral“ mit einer „verständigen und gerechten Bewertung von Homosexualität“, „echte Gewaltenteilung“ in der Kirche und den Abbau der Überhöhungen des Weiheamtes und seine Öffnung für Frauen. Sie appellierten an die Deutsche Bischofskonferenz, Diözesanpriestern die Wahl ihrer Lebensform freizustellen, „damit der Zölibat wieder glaubwürdig auf das Himmelreich verweisen kann“.

## Mitgliedschaften
Mertes war von 2008 bis 2016 als gewählte „Einzelpersönlichkeit“ Mitglied in der Vollversammlung des Zentralkomitees der deutschen Katholiken.

## Ehrungen und Auszeichnungen
- 2012: Gustav-Heinemann-Bürgerpreis, „für seinen Einsatz zur Aufdeckung der Missbrauchsfälle in der katholischen Kirche“.[34]
- 2013: Ferdinand-Tönnies-Medaille der Christian-Albrechts-Universität zu Kiel.[35]
- 15. Mai 2019: Ehrendoktorwürde der Theologischen Fakultät der Albert-Ludwigs-Universität Freiburg.[36]
- Am 8. April 2021 verlieh Bundespräsident Frank-Walter Steinmeier Mertes und Matthias Katsch das Verdienstkreuz am Bande des Verdienstordens der Bundesrepublik Deutschland für ihren herausragenden Einsatz bei der Aufarbeitung sexueller Gewalt gegen Kinder und Jugendliche.[37]
- 2021: Theologischer Preis der Salzburger Hochschulwochen[38]
- 2024: Humanismus-Preis des Deutschen Altphilologenverbandes

## Veröffentlichungen

### Bücher
Als Autor
- Jüngerprofile. Die Gefährten Jesu und ihr Weg zum Glauben. 1989, ISBN 3-7820-0591-0.
- mit Georg Schmidt: Der Jesuitenorden heute. 1990, ISBN 978-3-7867-1513-9.
- Ausgerechnet ich? Die Frauen und Männer um Jesus von Nazaret. 1999, ISBN 978-3-7820-0795-5.
- Verantwortung lernen. Schule im Geist der Exerzitien. 2004, ISBN 978-3-429-02537-3.
- Widerspruch aus Loyalität. 2009, ISBN 978-3-429-03172-5.
- Sein Leben hingeben. Suizid, Martyrium und der Tod Jesu. 2010, ISBN 978-3-429-03309-5.
- mit Johannes Siebner: Schule ist für Schüler da: Warum Eltern keine Kunden und Lehrer keine Eltern sind. 2010, ISBN 978-3-451-30357-9.
- Verlorenes Vertrauen. Katholisch sein in der Krise. 2013, ISBN 978-3-451-34172-4.
- mit Thomas Bauer, Bertold Höcker, Walter Homolka: Religion und Homosexualität. Aktuelle Positionen. 2013, ISBN 978-3-8353-1325-5
- mit Antje Vollmer: Ökumene in Zeiten des Terrors. Streitschrift für die Einheit der Christen. 2016, ISBN 978-3-451-37569-9
- mit Michael Albus: Grenzgänger. 2017, ISBN 978-3-7666-2352-2
- Wenn aus Hülsen Worte werden. 2018, ISBN 978-3-8436-1065-0
- Den Kreislauf des Scheiterns durchbrechen. Damit die Aufarbeitung des Missbrauchs am Ende nicht wieder am Anfang steht. 2021, ISBN 978-3-8436-1349-1
- Herzensbildung. Für eine Kultur der Menschlichkeit. 2024, ISBN 978-3-451-39792-9

Als Herausgeber
- Alexander Men: Der Menschensohn. 2006, ISBN 978-3-451-29059-6.

Als Übersetzer
- John W. O’Malley: Die ersten Jesuiten. 1995, ISBN 3-429-01724-6.

Buchbeiträge
- Vorwort zu Doris Wagner: Spiritueller Missbrauch in der katholischen Kirche. Herder, Freiburg 2019, ISBN 978-3-451-38426-4.

### Zeitungsartikel (Auswahl)
- Das Schweigen. Warum Missbrauch so schwer aufzuklären ist. In: Die Zeit. Nr. 11, 3. März 2016, S. 54.
- Locken und leiden lassen. Wie funktioniert geistlicher Missbrauch? Taten, Täter, Opfer. Eine Analyse. In: Publik-Forum. Nr. 8/2016, S. 28f.